# Francisco de Eliza
Francisco de Eliza y Revenga (El Puerto de Santa María (Cádiz) 1759 - Cádiz, 19 de febrero de 1825), fue un oficial naval español que es recordado por su labor en la exploración de las costas del Pacífico Noroeste. En la actual Columbia Británica existe una isla con su nombre, isla Eliza.

## Biografía

### Primeros años
Francisco de Eliza nació en El Puerto de Santa María, España, en 1759. Comenzó su carrera en la Armada Española en 1773, graduándose en el Real Colegio de Guardiamarinas en Cádiz. En 1775 sirvió en la expedición contra Argel. Fue enviado a América en 1780 y más tarde participó en la batalla de Pensacola (hoy Florida), durante la Revolución estadounidense.

### La exploración española en el Pacífico Noroeste

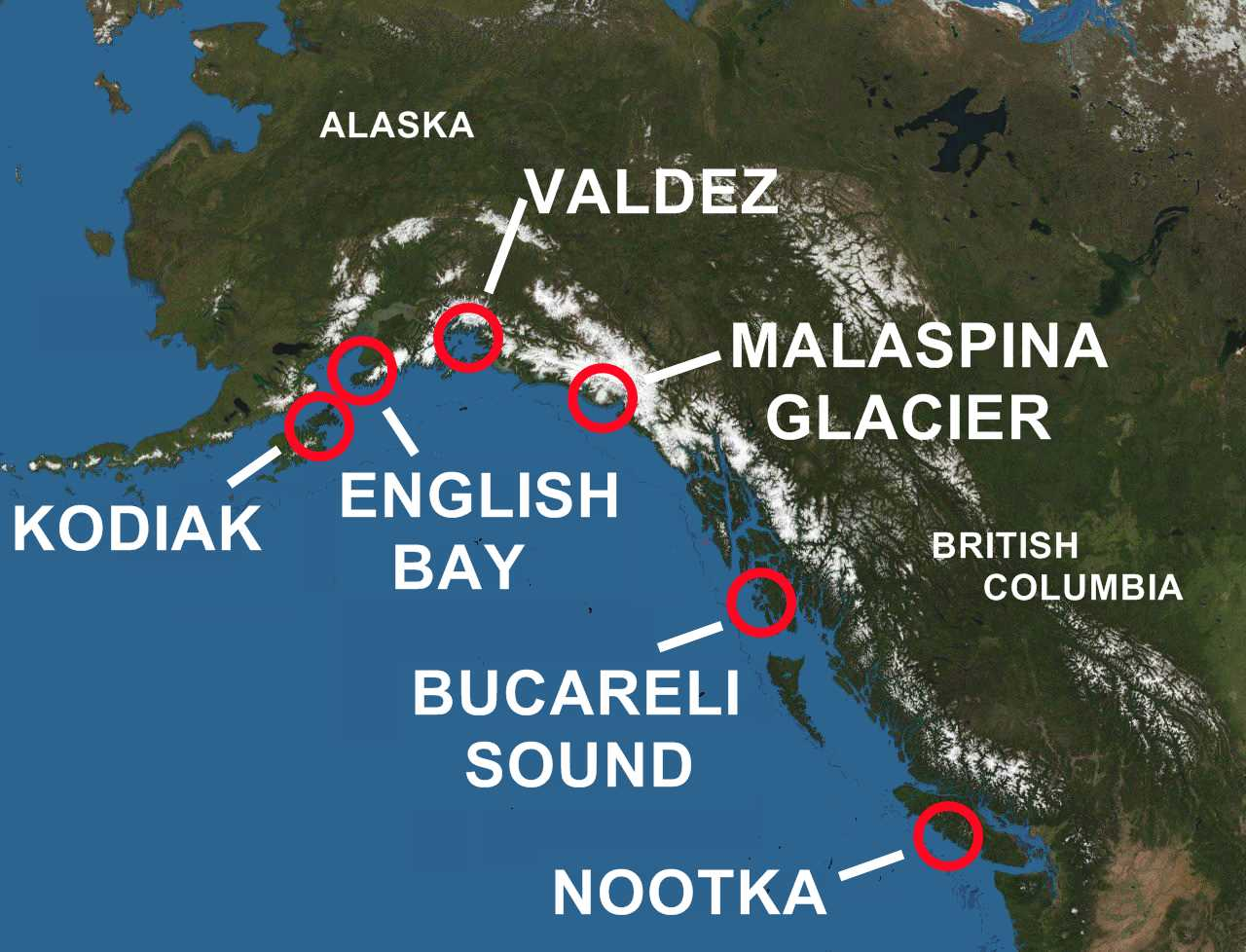
Localización de los lugares de contacto españoles en el Pacífico Noroeste

Ya desde 1774, los españoles habían reanudado las expediciones de exploración de la costa del Pacífico Noroeste con el objetivo de reafirmar su soberanía y descubrir posibles asentamientos de comerciantes rusos de pieles, dados los crecientes rumores sobre esos comerciantes en las costas de la actual Alaska. Destacados oficiales habían dirigido varias expediciones —Pérez Hernández (1774), Heceta y de la Bodega y Quadra (1775), Arteaga y de la Bodega y Quadra (1779) y Martínez y López de Haro (1788)—, encontrando a los rusos solo en 1788. Alertados porque pensaban que Rusia quería establecerse de forma permanente en el estrecho de Nutca (una abrigada bahía en la isla de Nutca, una pequeña isla costera de la costa occidental de la isla de Vancouver), los españoles mandaron nuevamente a Martínez y a Haro en 1789 para tomarlo preventivamente y fundar allí un puesto, San Lorenzo de Nuca, que se convertiría en el más septentrional de la Nueva España.
Cuando Martínez arribó en 1789 se apoderó del puerto y de algunos buques que encontró allí —el comerciante británico John Meares, que había recorrido la zona en 1785 y 1786 había establecido un puesto comercial en el estrecho de Nutca en 1788—. Tras un incidente en el que el jefe de los nuu-chah-nulth (los nutca), Callicum, hijo del jefe Macuina, fue tiroteado y muerto, Martínez envió a finales de julio de regreso a San Blas, al mando de su segundo, Haro, a los buques capturados (el Argonauta, la Iphigenia Nubiana, la balandra Princess Royal, rebautizada Princesa Real, y la goleta Northwest América, rebautizada como Santa Gertrudis la Magna y más tarde como Santa Saturnina) que arribaron a finales de agosto de 1789. En octubre, Martínez evacuó completamente el estrecho de Nutca y regresó el mismo a San Blas. Estos hechos, que serán conocidos como «incidente de Nutca», desencadenarán una crisis internacional entre España y Gran Bretaña que casi les lleva a la guerra conocida como crisis de Nootka.
El rey de España, Carlos IV, había emitido una Real Orden, el 14 de abril de 1789, requiriendo que el establecimiento en el Nuca fuese mantenido con «honor y firmeza». La corte española estaba cada vez más preocupada por las incursiones de británicos y rusos a lo largo de la costa del Pacífico Noroeste y decidió enviar a siete jóvenes oficiales de la Armada, algunos recién formados, para averiguar sus intenciones. Entre ellos estaba el ya veterano peruano Juan Francisco de la Bodega y Quadra, que fue nombrado comandante del Departamento Naval de San Blas, la base naval en la costa oeste de México, entonces parte de la Nueva España. Partieron de Cádiz en mayo de 1789 y tras arribar a Veracruz, los siete fueron trasladados al puerto de San Blas, en la costa del Pacífico. De la Bodega y Quadra era el responsable directo de apoyar y explorar la costa norte de México, incluyendo la Alta California y el Pacífico Noroeste al sur de Alaska.
Ni el rey, ni el entonces virrey Manuel Antonio Flores Maldonado, eran conscientes del abandono del puesto de Nutca, primero hasta el regreso de Haro a San Blas y finalmente con la llegada en diciembre del mismo Martínez.

### La expedición al estrecho de Nutca

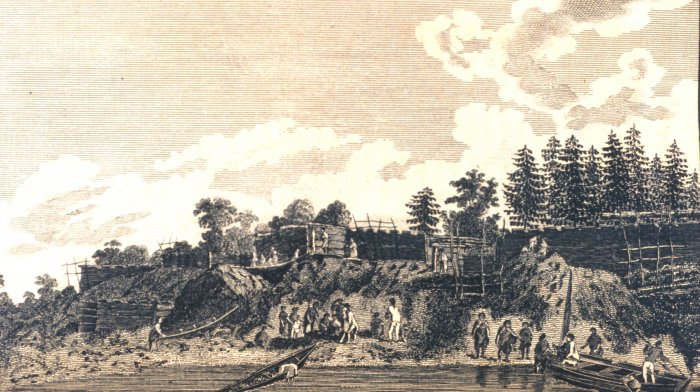
Asentamientos en Nutca, alrededor de 1790.

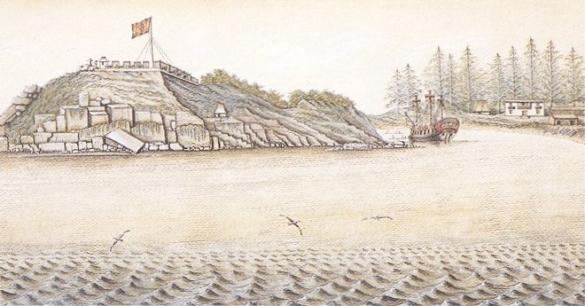
El fuerte español de San Miguel en Nutca, 1793.

El 16 de octubre de ese mismo año 1789, también tomó posesión en México un nuevo virrey, Juan Vicente de Güemes, segundo conde de Revillagigedo, que encomendó a Quadra que mandase una nueva expedición para volver a Nutca, eligiendo a Eliza para el mando. Esa expedición, que en un principio se planteaba para relevar a Martínez, se reconvirtió para volver a recobrar y fortalecer el asentamiento y hacerlo permanente, y también realizar más levantamientos cartográficos y devolver el Princesa Real, ya que quería evitar problemas adicionales con los británicos.
Quadra cargó toda la artillería que pudo encontrar en la fragata Concepción, en el San Carlos y en el Princesa Real, el rebautizado barco capturado inglés. Eliza iba al mando de la Concepción y de toda la expedición en su conjunto, y fue nombrado también nombrado comandante de Nutca. Salvador Fidalgo (1756-1803) estaba al mando de la San Carlos, y Manuel Quimper de la Princesa Real. Martínez, caído en desgracia y chivo expiatorio, iba como oficial sin rango y sin responsabilidad. Los tres barcos de Eliza zarparon de San Blas el 3 de febrero de 1790. A principios de abril, dos fragatas se unieron a la flota: la Princesa, comandada por Jacinto Caamaño, con José María Narváez como piloto, y la Aranzazu, a cargo de Juan Bautista Matute. Era la mayor fuerza española enviada hacia el norte hasta ese momento.
Eliza llegó a Nutca el 3 (o 4) de abril, sin que ese año encontraran ningún barco ni europeos presentes y los nativos nuu-chah-nulth, alertados por los acontecimientos del verano anterior, se habían trasladado a un lugar más seguro. Además de las tripulaciones, la expedición de Eliza incluía 76 soldados de la Primera Compañía Franca de Voluntarios de Cataluña, al mando de Pere d'Alberní i Teixidor. El grupo reconstruyó el pequeño fuerte, y levantaron varios edificios más, plantaron una huerta y comenzaron a organizar partidas de exploración. El puesto fue construido en una pequeña cala protegida dentro del estrecho de Nutca, al que llamaron Puerto de la Santa Cruz de Nuca (en inglés, Friendly Cove, hoy Yuquot, en la Columbia Británica; algunos mapas españoles la muestran como cala de Los Amigos, una traducción literal del nombre inglés). El pequeño fuerte, bautizado como San Miguel, estaba situado en una pequeña isla a la entrada de la cala.
Después de acometer en los barcos las reparaciones necesarias tras la travesía, Eliza envió en mayo dos partidas de exploración: el 5 de mayo zarpó de Nutca Fidalgo con el San Carlos, rumbo al Prince William Sound y al Cook Inlet, en las costas alaskeñas para intentar encontrar los puestos rusos de avanzada en Alaska, y algunas semanas más tarde, ancló frente a la actual Cordova. Mientras, Quimper, con Gonzalo López de Haro y Juan Carrasco como pilotos, examinó con el Princesa Real el estrecho de Juan de Fuca. Algunos de los sitios importantes que encontró y cartografió Quimper durante ese reconocimiento fueron Neah Bay, Esquimalt Harbour, Admiralty Inlet, estrecho de Haro, estrecho Rosario y Deception Pass. Quimper volvió al estrecho de Nutca a principios de agosto, pero no pudo entrar en el puerto durante varios días debido a la densa niebla. Puso entonces rumbo de regreso a la Nueva España y llegó a Monterrey el 1 de septiembre de 1790. Ahí se reunió con Fidalgo, que a bordo del San Carlos regresaba de Alaska, y ambos llegaron a San Blas el 13 de noviembre de 1790. El virrey Revillagigedo se sorprendió al saber que el Princesa Real se encontraba todavía en posesión española y envió un mensaje a la Corte de Madrid recomendando que la devolución del buque a los británicos se hiciese entonces en Macao. También envió un informe de las exploraciones de Quimper en la región del Pacífico Noroeste, con nueve de sus cartas marinas. 
Entretanto, en Nutca, la relación entre los españoles y los nativos nuu-chah-nulth era tensa debido a la muerte de Callicum y se sucedieron varios encuentros hostiles mientras el grupo construía su asentamiento. En una ocasión, abatieron a cinco nutcas, pero aun así Eliza fue capaz de mejorar la relación algo, y por lo menos, algunos nutcas fueron amigables y prestaron asistencia a los españoles. El invierno de 1790-91 fue difícil para los españoles que permanecieron en el puesto al mando de Eliza: la falta de alimentos frescos dio lugar a brotes de escorbuto y, durante el invierno, nueve hombres murieron y 32 más, demasiado enfermos para seguir, fueron enviados a California a recuperarse.

### Las exploraciones en 1791: estrechos de Georgia y Juan de Fuca

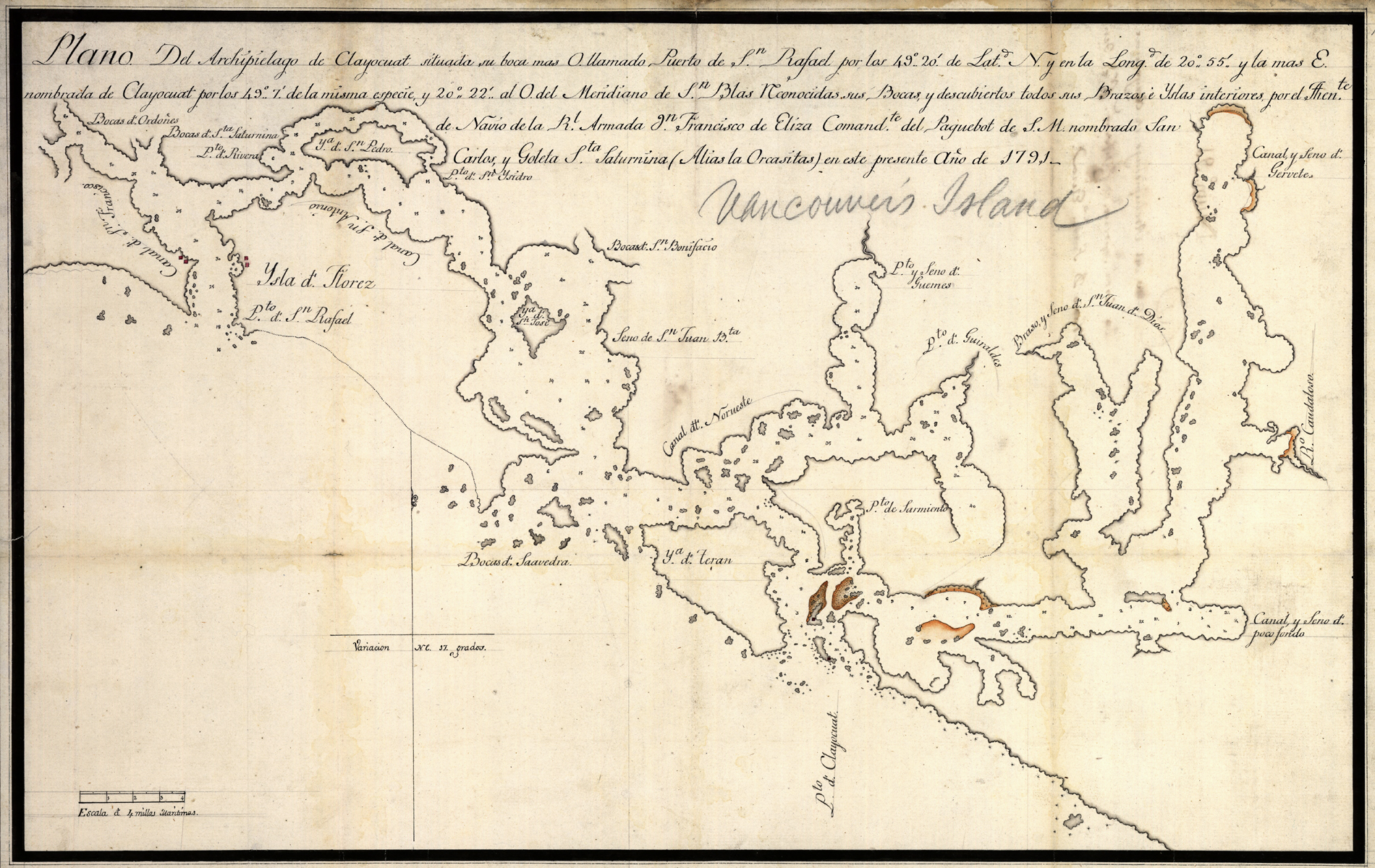
Plano del Archipiélago de Clayocuat, preparado durante la expedición de Eliza de 1791.

El año siguiente, 1791, se llevaron a cabo otros viajes de exploración. Durante el invierno, España había propuesto a Gran Bretaña que el estrecho de Juan de Fuca podría servir como frontera entre el territorio español y el británico. Si era aceptado, España tendría que trasladar su puesto en el estrecho de Nutca a un sitio al sur del estrecho. Esto, además de la necesidad de conocer mejor la geografía del estrecho, llevó al virrey de la Nueva España a ordenar una nueva expedición de exploración, esta vez dirigida por el propio Francisco de Eliza.
A principios de mayo, Eliza al mando de la San Carlos, con Juan Pantoja y José Antonio Verdia como pilotos de primera y segunda. La San Carlos estuvo acompañada por una pequeña goleta, la Santa Saturnina, apodada La Orcasitas, al mando de José María Narváez, con Juan Carrasco como piloto.
Narváez exploró las aguas interiores del Clayoquot Sound y del Barkley Sound mientras Eliza, investigando el borde exterior de Clayoquot Sound, se encontró e hizo amigo de Wickaninnish, jefe de los Tla-o-qui-aht. Narváez y Eliza entraron en el estrecho de Juan de Fuca por separado, reuniéndose en Esquimalt (que llamaron "Córdoba") el 11 de junio de 1791. Los pilotos de Eliza tomaron el mando de la Santa Saturnina y de una lancha y pasaron diez días explorando el estrecho de Haro y encontraron que se abría en un amplio cuerpo de agua hacia el norte. Era el estrecho de Georgia, anteriormente desconocido para los europeos. Eliza se mantuvo en Esquimalt durante ese tiempo. Después de que los pilotos regresasen y comunicasen su descubrimiento, Eliza preparó una verdadera expedición de exploración a cargo de Narváez en la Santa Saturnina. Aunque Eliza consideró la posibilidad de navegar también con la San Carlos, sus pilotos le convencieron de que el barco mayor encontraría canales y estrechos peligrosos. Además, Eliza cayó enfermo. Toda la expedición trasladó su base de operaciones desde Esquimalt a Port Discovery ("Puerto de Quadra" para los españoles). Luego, el 1 de julio de 1791, Narváez con Carrasco, navegó hacia el norte, pasando por el estrecho de Rosario, más allá de Bellingham Bay, y entró en el estrecho de Georgia.
Durante tres semanas siguieron el estrecho hacia el norte, llegando hasta una isla a la que dieron el nombre de Isla de Texada. Notaron diversas entradas que, junto con la presencia de ballenas, llevaron a Eliza a pensar, con razón, que había otro paso hacia el océano abierto. Aunque la idea de un Paso del Noroeste hasta el océano Atlántico era, ya en ese momento, una posibilidad muy remota, las entradas del estrecho de Georgia reavivaron la esperanza, lo que condujo a la expedición de 1792 de Dionisio Alcalá Galiano y Cayetano Valdés. Un mapa aproximado del estrecho de Georgia, elaborado a partir del viaje de la Santa Saturnina, muestra una apertura especialmente grande hacia el este. El informe de Eliza declaró que si el paso del Noroeste finalmente existía, debía de estar más allá de esa apertura. El español llamó a la entrada Canal de Floridablanca, cuya investigación fue una prioridad para la posterior expedición de Galiano y Valdés. Resultó ser la boca del río Fraser. La Santa Saturnina había estado demasiado alejada de la costa para ver las zonas más bajas.
Al comienzo del viaje de Narváez, la Santa Saturnina pasó por el Admiralty Inlet, la entrada del estrecho de Puget (que fue bautizada por los españoles como Ensenada de Caamaño). Narváez vio que era un canal grande que conducía al sur y planeó explorarlo después al regresar del norte. Sin embargo, el estrecho de Georgia resultó mayor de lo esperado y Narváez se quedó sin provisiones, ya que el Santa Saturnina era muy pequeño. Narváez tuvo que regresar directamente a Port Discovery, y Eliza estaba ansioso por volver al estrecho de Nutca y envió un informe sobre el estrecho de Georgia. Los españoles perdieron así la oportunidad de adelantarse a la exploración británica del estrecho de Puget, que fue llevada a cabo un año más tarde por George Vancouver.
Mientras navegaba hacia el estrecho de Nutca, la expedición de Eliza entró en el profundo puerto de la actual Port Angeles y lo bautizó como Puerto de Nuestra Señora de los Ángeles. Eliza, con Narváez en la San Carlos, estaba en el estrecho de Nutca en agosto de 1791. La Santa Saturnina, al mando de Carrasco, no pudo vencer los vientos contrarios y en su lugar viajó a Monterey, California.
Con el tiempo, Eliza ha recibido la mayor parte del mérito de los descubrimientos hechos y los lugares nombrados durante la expedición de 1791, pero en realidad el mismo no llevó a cabo la exploración y casi todo el crédito les corresponde a sus pilotos Narváez, Carrasco, Pantoja y Verdia.
El invierno de 1791-1792 fue más fácil que el anterior. Los envíos de alimentos procedentes de México y la asistencia de los nutcas ayudaron al pequeño puesto de avanzada de Eliza a sobrevivir.
El 24 de julio de 1792, Francisco de Eliza dejó el estrecho de Nutca de regreso a México, después de haber completado su misión de restablecer el puesto de avanzada española allí. La posición de comandante en Nutca recayó en Juan Francisco de la Bodega y Quadra.

### Años posteriores
En 1793 Eliza comandó una expedición que exploró la costa de California. Desde 1795 a 1801 fue el comandante de la base naval de San Blas. En 1803 fue trasladado a Cádiz, España. Eliza continuó sirviendo en la Marina española. Cuando España fue ocupada por Napoleón desde 1808 hasta 1814, Eliza desempeñó varios cargos políticos en Cádiz.

## Reconocimientos
La isla Eliza fue nombrada en su honor.